# Skrzypce czarodziejskie
Skrzypce czarodziejskie (także Skrzypki czarodziejskie, fr. Le Violoneux) – jednoaktowa operetka Jacques’a Offenbacha. Autorami libretta byli: Eugène Mestépès et Émile Chevalet. Prapremiera odbyła się w Paryżu 31 sierpnia 1855.

## Treść
Akcja rozgrywa się na wsi, w Bretanii. Stary Mathieu jest właścicielem tajemniczych skrzypiec, które otrzymał od ojca z nakazem, aby natychmiast zniszczył instrument, gdy znajdzie się sytuacji bez wyjścia. Jego chrześniaczka Reinette zwierza mu się ze swojego zmartwienia: potrzebuje 2000 franków na uratowanie swego narzeczonego (Pierre'e) od służby wojskowej. Mathieu rusza w podróż, by zdobyć pieniądze, a skrzypce pozostawia pod opieką Reinette. Narzeczony Reinette jest wściekły, gdy zastaje dziewczynę troskliwie pielęgnującą skrzypce (wierzy bowiem w plotki, że stary Mathieu jest czarownikiem, a skrzypce są przeklęte) i w gniewie niszczy instrument. Ze zniszczonych skrzypiec wypada list, z którego wynika, że ojciec Mathieu jest właścicielem ogromnego bogactwa. On sam jednak, gdy wraca i z przerażeniem patrzy na zniszczone skrzypce, nie chce majątku i woli pozstać biednym skrzypkiem. Wręcza także Pierre'owi obiecane 2000 franków i godzi się z chłopakiem, który obiecuje naprawić skrzypce.

## Skrzypce czarodziejskiew Polsce
W 1867 r. teatr krakowski wystawił Skrzypki czarodziejskie w adaptacji Karla Treumanna i przekładzie E. Henniga. 